# Centro de Interpretación del Patrimonio Molí d'en Rata
El Centro de Interpretación del patrimonio Molí d'en Rata, en Ripollet (Vallés Occidental), es el equipamiento municipal destinado a la investigación, conservación, gestión y difusión del patrimonio de Ripollet. Consta de dos equipamientos: el Molí d'en Rata, uno de los últimos molinos harineros en funcionamiento en el Vallés Occidental, y el Centro de Interpretación del Patrimonio, un edificio de construcción reciente (2007) con dos salas de exposiciones: una para la exposición permanente y otra para exposiciones temporales. Forma parte de la Red de Museos Locales de la Diputación de Barcelona.

## Exposición permanente
La exposición permanente consta de tres ámbitos:

### El pan de la diversidad
Este ámbito forma parte de la visita al antiguo molino harinero Molí d'en Rata y muestra la transformación de los cereales en harina en un molino hidráulico y qué productos se pueden fabricar con harina.

### Protagonistas: ripolletenses que dejan huella
Espacio de reconocimiento a siete personajes nacidos en Ripollet o vinculados a la población, que han destacado en su vertiente profesional: un pintor, una escultora y pintora, un concertista de castañuelas, un tenor, un jugador de baloncesto y un científico, todos ellos de reconocido prestigio en sus respectivos ámbitos.

### Ripollet y la medida del tiempo
Esta exposición muestra la maquinaria del antiguo reloj del campanario de San Estaban de Ripollet.
El Centro de Interpretación también dispone de un módulo multisensorial llamado La Mirada Táctil, un espacio de interpretación táctil dirigido a todos los visitantes pero diseñado y adaptado especialmente para los visitantes que presenten algún tipo de dificultad visual, ceguera o movilidad reducida.